# DSI進氣道
DSI進氣道（英語：Diverterless supersonic inlet，即无附面层隔道超音速进气道）或蚌式進氣道是一種運用於現代戰鬥機上的發動機進氣道。DSI進氣道通常由鼓包和向前延伸的進氣整流罩組成。

## 特點
DSI進氣道中的鼓包可作爲一個壓縮面，當空氣進入時使空氣減速並增大压力，並使得空气得以在整流罩一側進入進氣道。傳統的超音速飛機一般採用进气坡道或者进气锥技術。與傳統的進氣道相比，DSI進氣道結構更簡單、重量較小且具有更好的匿蹤性能。
但DSI进气道也确实在一些极端条件下（如高速、高超音速飞行等）存在局限性，尤其在飞行速度超过2马赫时，在2马赫以上的飞行速度下，气流的动压和热压显著增加，气流会变得极为湍流和复杂。DSI进气道的设计通常是为了优化中低速范围内的空气流动，但它可能不适合应对超音速飞行时气流的剧烈变化。由于DSI系统涉及到多个进气通道的切换和调整，其设计和操作可能在超音速流速下导致气流扰动，降低气流的稳定性，影响发动机的进气效率和推力输出。超音速气流（例如2马赫以上）具有较高的动能，这使得任何不符合超音速气流条件的进气设计都可能引起较大的压降。DSI进气道的开关机制和结构本身可能在高速气流下导致较大的气流损失，影响进气效率。在高速条件下，进气道的动态调整可能无法快速响应气流的变化。这种机械响应的延迟或不足可能导致气流的优化效果大打折扣，尤其是在超音速条件下。超音速飞行中，进气道将面临极高的温度和压力，DSI设计中的多个可调部件可能不适应这些极端条件，导致结构不稳定或损坏。因此，DSI进气道系统不适合超过2马赫的飞行条件。高速及高超音速飞行通常要求更为简单、稳定的进气设计，比如整流器或固定几何形状的进气道，这些设计能够更好地应对高速气流并最大程度减少空气阻力和压降。

## 研發歷史
洛克希德·马丁公司於1990年代開始從事DSI進氣道相關方面的研究工作。1996年12月11日，世界上首架裝有DSI進氣道的F-16試驗機首飛成功。這架F-16戰鬥機最大實現了2.0馬赫的飛行速度，且操控性能與原版的F-16戰鬥機相當，甚至在亞音速下的一些性能也得到了提高。後來，這種進氣道在2000年被用於洛克希德·马丁公司的X-35驗證機上，F-35戰鬥機於2015年服役。

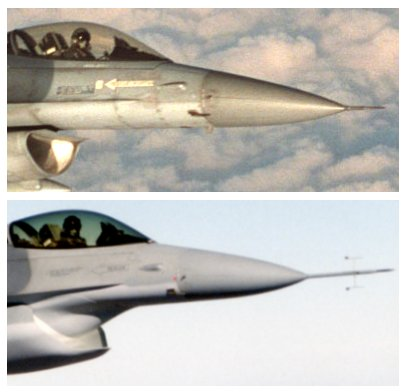
上圖爲美國F-16戰鬥機原本的進氣道，下圖爲安裝於F-16戰鬥機上用於測試的F-35戰鬥機DSI進氣道

由中國成都飛機公司與巴基斯坦航空綜合企業開發的梟龍戰機是第一種投入服役的使用DSI進氣道的戰鬥機，於2007年服役。另外中國的殲-35、殲-20、殲-10B/C、教練-9G也使用了DSI進氣道。

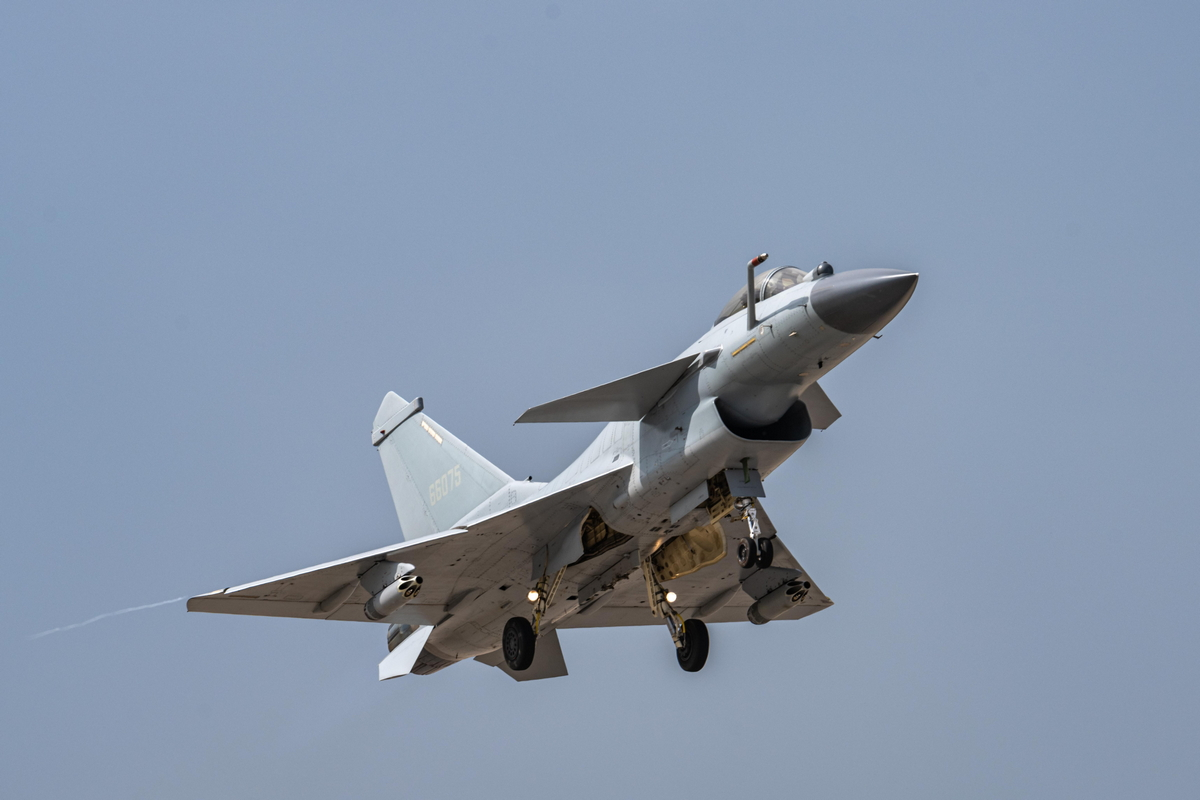
使用DSI進氣道的殲-10B

## DSI進氣道飛機列表

### 服役中
- F-35
- JF-17
- J-10B、C[3]
- J-20
- J-35
- JL-9G[4]

### 開發中
- J-36
- 沈飛六代機
- Su-75
- AMCA
- F/A-XX戰鬥機
- 新一代战机
- 全球作戰空中計劃

## 外部連結

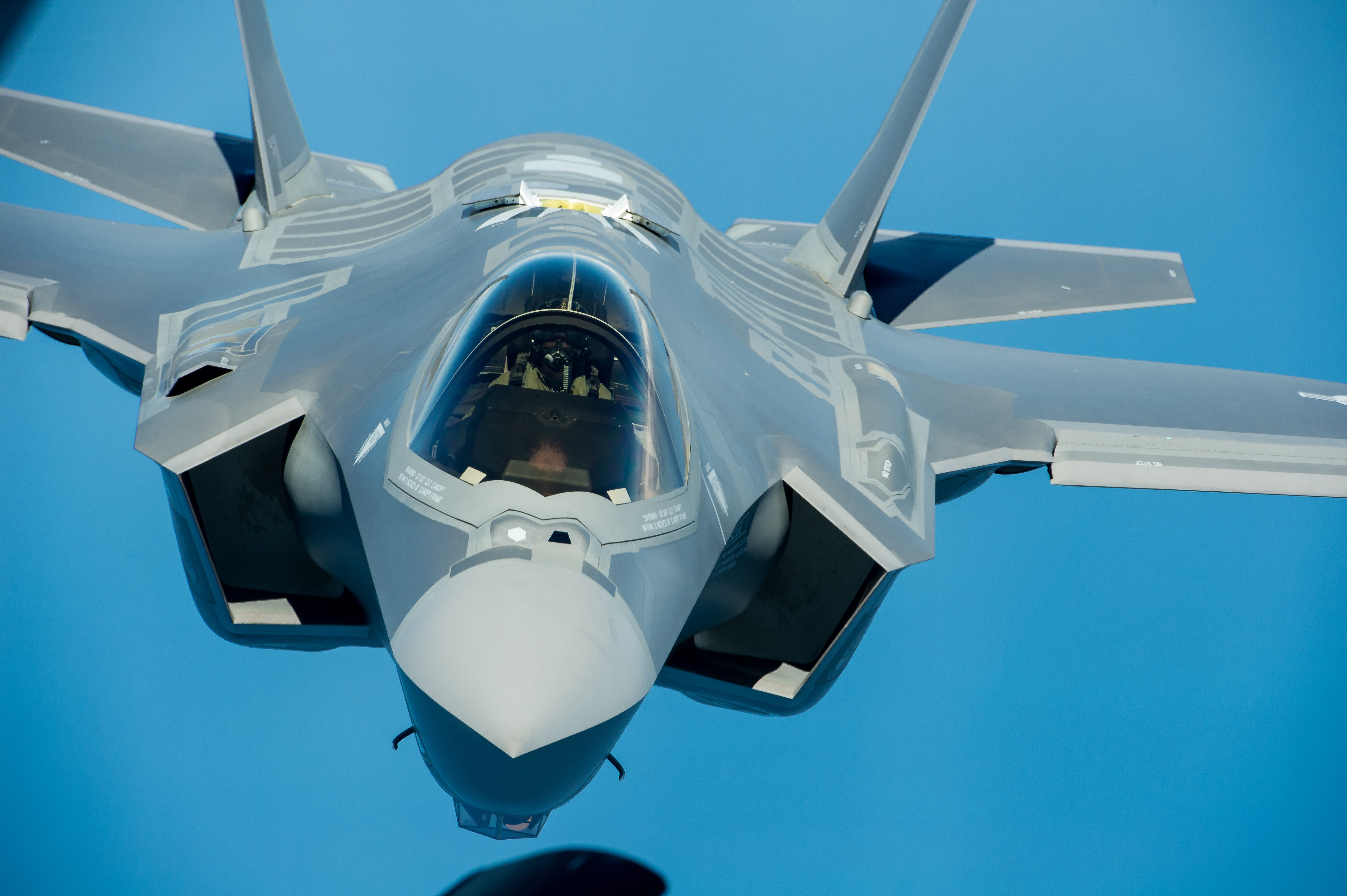
使用DSI進氣道的F-35

- "JSF Diverterless Supersonic Inlet" - Code One magazine, Lockheed Martin（页面存档备份，存于）